# Vincent de Boüard
Vincent de Boüard est un acteur français.
Interprète à l'écran de plusieurs rôles secondaires ou récurrents comme dans les films Chouans ! ou Les Caprices d'un fleuve, mais aussi au sein de téléfilms dont La Fortune de Gaspard où il tient le rôle principal, il reste essentiellement actif dans le doublage. Il est notamment la voix française régulière de Joel David Moore et Christopher Denham ainsi qu'entre autres l'une des voix de Blake Bashoff, DJ Qualls, Ryan Kennedy Lukas Haas et Erik Knudsen. Il est aussi une voix régulière de l'animation comme le personnage Big Bang dans Kid Paddle, Ichigo Kurosaki dans l’anime Bleach et sa suite directe Bleach: Thousand-Year Blood War, Soma Asman Kadar dans Black Butler ou encore Kaio Shin de l'Est (Kibitoshin) dans Dragon Ball Z Kai, la saga Boo et Dragon Ball Super mais aussi Near dans Death Note.

## Biographie

### Formation initiale
Très jeune, Vincent de Boüard a effectué un stage au Centre dramatique national, le Théâtre du Campagnol, avec Jean-Claude Penchenat. À la suite de cette expérience, il a suivi des cours d'art dramatique au Conservatoire municipal d'art dramatique de Meudon puis des cours privés au C. A. T. L. avec Jacqueline Chabrier.

### Carrière
C'est à 18 ans qu'il commence sa carrière professionnelle au théâtre. Il est resté 20 ans à travailler, se former et se perfectionner.
En 1988, il joue Yvon dans le film Chouans ! de Philippe de Broca.
En 1989, il décroche le rôle principal de Clément dans un épisode de la série télévisée Pause-café pause-tendresse
En 2000, il tient le rôle principal du court métrage Baignade obligatoire.

Poursuivant son parcours théâtral, c'est lors d'une de ses représentations, qu'il est remarqué par Danielle Perret et Vincent Violette qui lui propose d'essayer et de se familiariser avec le doublage. Il a déclaré : 

« Vincent Violette m'a fait rencontrer Catherine Le Lann qui m'a donné le temps d'apprendre ce « nouveau métier ». »

— Vincent de Bouard
 Depuis, Vincent de Boüard est devenu, entre autres, la voix française de Joel David Moore et Christopher Denham, ainsi qu'entre autres l'une des voix de Blake Bashoff, DJ Qualls, Ryan Kennedy Lukas Haas et Erik Knudsen. Il est aussi une voix régulière de l'animation connu pour le personnage Ichigo Kurosaki dans l’anime Bleach et sa suite, soit le dernier arc adapté sous forme d'un nouvel anime intitulé Bleach: Thousand-Year Blood War, Soma Asman Kadar dans Black Butler ou encore Kaio Shin de l'Est (Kibitoshin) dans Dragon Ball Z Kai, la saga Boo et Dragon Ball Super.
En parallèle, il prête fréquemment sa voix sur différents médias comme des publicités, annonces ou émissions culturelles pour Radio France,,.
De 2013 à 2015, il interprète le roi Venceslas dans la pièce de théâtre, Ubu Roi,.

## Théâtre
- 1985 : Chant pour une planète d'Étienne Rebaudengo, mise en scène par Jean Rougerie, Comédie de Paris
- 1986 : Mensonge de Jean Cocteau, mise en scène par Sarah Sarrabezolles, Hôtel Lutetia
- 1987 : À pied de Sławomir Mrożek, mise en scène par Laurent Terzieff, Théâtre 13
- 1988 : L'Oiseau bleu de Maurice Maeterlinck, mise en scène par Alfredo Arias, Théâtre d'Aubervilliers
- 1990 : Richard II de William Shakespeare, mise en scène par Yves Gasc, Théâtre des Célestins, Théâtre de l'Atelier
- 1992 : Poil de carotte de Jules Renard, mise en scène par Marcel Guignard, Théâtre du Pilier Belfort
- 1993-1994 : Temps contre temps de Ronald Harwood, mise en scène par Laurent Terzieff, Théâtre La Bruyère, Théâtre des Célestins
- 1994 : Comme un rêve de et mise en scène par Sarah Sarrabezolles, Festival d'Avignon
- 1996 : Hélène de Jean Audureau, mise en scène par Jean-Louis Thamin, Théâtre du Vieux-Colombier
- 1997 : Le Libertin d'Éric-Emmanuel Schmitt, mise en scène par Bernard Murat, Théâtre Montparnasse
- 1997 : Nathan le Sage de Gotthold Ephraim Lessing, mise en scène par A. Lang, Comédie-Française
- 1998 : Amadeus de Peter Shaffer, mise en scène par Léonard Cobiant, Palais des Arts
- 1999 : En route de Hermann Hesse, mise en scène par Laurent Gutmann, Théâtre de Sartrouville
- 1999 : Hamlet de Jules Laforgue d'après William Shakespeare, mise en scène par Sarah Sarrabezolles, Palais des Arts
- 2002 : Le Regard de Murray Shisgal, mise en scène par Laurent Terzieff, Théâtre Rive Gauche
- 2006 : Trois années d'après Anton Tchekhov, mise en scène par Jean-Claude Idée, Petit Montparnasse
- 2007-2009 : Andromaque de Racine, mise en scène par Declan Donnellan, Théâtre des Bouffes-du-Nord, Théâtre du Nord
- 2009-2011 : La Nuit juste avant les forêts de B. M. Koltès, mise en scène par Sarah Sarrabezolles (en tournée)
- 2011 : Dealing with Clair (Claire en affaires) de Martin Crimp, mise en scène par Sylvain Maurice, Théâtre de Sartrouville, Nouveau Théâtre de Besançon
- 2013-2015 : Ubu Roi d'Alfred Jarry, mise en scène par Declan Donnellan, Théâtre des Gémeaux-Sceaux (tournée) : le roi Wenceslas

## Filmographie
Sauf indication contraire ou complémentaire, les informations mentionnées dans cette section proviennent de la base de données IMDb et du site Talent Box

### Cinéma

#### Longs métrages
- 1986 : Oppressions de Jean Cauchy : le niais
- 1988 : Chouans ! de Philippe de Broca : Yvon
- 1991 : Fortune Express d'Olivier Schatzky : Chiffre Barman
- 1996 : Les Caprices d'un fleuve de Bernard Giraudeau : le Chevalier de Mardera
- 1998 : Tout va mâle de Laurent Bouhnik
- 2002 : Irène d'Ivan Calbérac : le vendeur
- 2012 : L'Homme qui rit de Jean-Pierre Améris : le magistrat
- 2019 : J'accuse de Roman Polanski : Gribelin
- 2022 : Couleurs de l’incendie de Clovis Cornillac : Arnold Gassner

#### Courts métrages
- 1998 : La Canne de Sarah Sarrabezolles
- 2000 : Baignade obligatoire d'Olivier Pouteau : Rémi

### Télévision

#### Téléfilms
- 1984 : Un comédien dans un jeu de quilles de Hervé Baslé
- 1989 : Les Vagabonds de la Bastille de Michel Andrieu : Barthélémy
- 1993 : La Fortune de Gaspard de Gérard Blain : Gaspard
- 1995 : Temps contre temps de Stéphane Bertin
- 1998 : Tout va bien dans le service de Charlotte Silvera : Dubost
- 2010 : Jeanne Devère de Marcel Bluwal : l'infirmier
- 2012 : Yann Piat, chronique d'un assassinat d'Antoine de Caunes : Jean-Pierre Stirbois
- 2016 : Verbatims de Jean Teddy Filippe
- 2016 : Les Petits Meurtres d'Agatha Christie d'Éric Woreth : Gilles Vanberten (saison 2, épisode 12 : Le Mystérieux Enlèvement du petit Bruno)

#### Séries télévisées
- 1985 : Julien Fontanes, magistrat de Roger Kahane : un membre du personnel de l'Arquebuse (saison 1, épisode 19)
- 1989 : Pause-café pause-tendresse de Serge Leroy : Clément (saison 3, épisode 4)
- 1990 : Le Champ Dolent, le roman de la Terre de Hervé Baslé : le vicaire (mini-série)
- 1994 / 1998 : Les Cordier, juge et flic de Pierre Sissier : l'inspecteur Bouzon (2 épisodes)
- 1997 : Lucas Ferré de Marc Angelo (1 épisode)
- 1999 / 2005 / 2008 : PJ de Christian Bonnet / Gérard Vergez / Claire Delarochefoufault : Jean-Pierre Langlois (3 épisodes)
- 2001 / 2005 : La Crim' de Vincent Monnet : Claude Legal (2 épisodes)
- 2004 : Faites comme chez vous ! : l'inspecteur (saison 1, épisode 10)
- 2007 : Atout 5 : Pol Wallace / Gary Wallace / Nikolaï (série d'animation - voix originale)
- 2009 : Équipe médicale d'urgence d'Étienne Dhaene : Marc (saison 2, épisode 2)
- 2015 : Les Petits Meurtres d'Agatha Christie : Gilles Vanberten (saison 2, épisode 12 : L'Étrange Enlèvement du petit Bruno)
- 2017 : Calls de Timothée Hochet : Fifi la Souris (saison 1, épisode 8 : 2020 - Talkies Walkies (Magicland))

## Doublage

### Cinéma

#### Films
- Joel David Moore dans :
  - Dodgeball ! Même pas mal ! (2004) : Owen Dittman
  - Art School Confidential (2006) : Bardo
  - Shark 3D (2011) : Gordon
  - Disparue (2012) : Nick Massey
  - Une retraite d'enfer (2023) : Fitzsimmons
  - Baby Bluff (en) (2025) : Mark

- Christopher Denham dans :
  - Headspace (en) (2005) : Alex Borden
  - Shutter Island (2010) : Peter Breene
  - Money Monster (2016) : Ron Sprecher
  - Being the Ricardos (2021) : Donald Glass

- Lukas Haas dans :
  - Brick (2005) : The Pin
  - Jobs (2013) : Daniel Kottke[14]

- Masi Oka dans :
  - Max la Menace (2008) : Bruce
  - Max la Menace : Bruce et Lloyd se déchaînent (2008) : Bruce[n 1]

- Dean Armstrong (en) dans :
  - Saw 3D : Chapitre final (2010) : Cale
  - Détour mortel 4 (2011) : Daniel

- Oliver Cooper dans :
  - Players (2013) : Andrew Cronin[15]
  - Joyeux Bordel ! (2016) : Drew

- 1984[n 2] : Supergirl : Jimmy Olsen (Marc McClure)
- 1993 : Even Cowgirls Get the Blues : le chauffeur Pilgrim (Michael Parker) et le neurochirurgien (Chel White)
- 1999 : Sonnenallee : Wuschel (Robert Stadlober)
- 2000 : Dancing at the Blue Iguana : Jorge (Jesse Bradford)
- 2001[n 3] : American Campers : Donald (Justin Long[n 1])
- 2002 : Les Lois de l'attraction : Donald (Colin Bain)
- 2002 : Yossi et Jagger : Adams (Hanan Savyon)
- 2003 : La Mémoire du tueur : Freddy Verstuyft (Werner De Smedt)
- 2003 : Freddy contre Jason : Charlie Linderman (Chris Marquette)
- 2003 : Ondskan : Erik Ponti (Andreas Wilson)
- 2004 : Le Village : Christop Crane (Fran Kranz)
- 2004 : Confession secrète : le père Andrews (Von Flores)
- 2004 : Final Cut : Michael (Brendan Fletcher)
- 2005 : Runaway (en) : Michael Adler (Aaron Stanford)
- 2005 : Rent : Angel Dumott Schunard (Wilson Jermaine Heredia)
- 2005 : Tamara : Patrick (Gil Hacohen)
- 2005 : Hooligans : Jeremy Van Holden (Terence Jay)
- 2006 : The Living and the Dead : James Brocklebank (Leo Bill)
- 2006 : Scandaleusement célèbre : Truman Capote (Toby Jones)
- 2006 : Mémoires de nos pères : Lindberg (Alessandro Mastrobuono)
- 2006 : Firewall : Bill Cox (Paul Bettany)
- 2006 : Living Death (2006) : Steve (Vik Sahay)
- 2007 : Timboektoe (en) : Romeo (Geza Weisz)
- 2007 : Miss Campus : George (Arnie Pantoja)
- 2007 : 28 Semaines plus tard : Sam (Raymond Waring (en))
- 2007 : 88 Minutes : Jeremy Guber (Christopher Redman)
- 2008 : Dance of the Dead : Jensen (Lucas Till)
- 2008 : Winter in Wartime : Michiel (Martijn Lakemeier)
- 2008 : The Wrestler : Wayne (Todd Barry)
- 2008 : The Dark Knight : Le Chevalier noir : Coleman Reese (Joshua Harto)
- 2008 : Merlin et la Guerre des dragons : Merlin (Simon Lloyd-Roberts)
- 2008 : L'Étrange Histoire de Benjamin Button : David (Adrian Armas)
- 2008 : Les Noces rebelles : Ted Bandy (Keith Reddin)
- 2008 : Sunday School Musical : Charlie (Dustin Fitzsimons)
- 2009 : The Crew : Bailey (Colin David Jackson[n 1])
- 2009 : L'Imaginarium du docteur Parnassus : Anton (Andrew Garfield)
- 2009 : Van Wilder 3 : La Première Année de fac : le caporal Benedict (Nick Nicotera[n 1])
- 2010 : Once Fallen : Beat (Chad Lindberg[n 1])
- 2010 : Comme chiens et chats : La Revanche de Kitty Galore : Calico (Wallace Shawn) (voix)
- 2010 : Crazy Night : Maître d'hôtel du Claw (Nick Kroll)
- 2011 : Bucky Larson : Super star du X : Jimmy (Tyler Spindel[n 1])
- 2011 : Opération Artic Fox : Sven Stenström (Martin Wallström)
- 2011 : The Last Days : Phillip Katz (Joseph Cross[n 1])
- 2011 : Les Trois Mousquetaires : Louis XIII (Freddie Fox)
- 2011 : Killing Fields : Eugene Sliger (James Hébert)
- 2011 : Without Men : Angel (Douglas Spain)
- 2012 : Recherche Bad Boys désespérément : Eddie Gazarra (Nate Mooney)
- 2012 : Blanche-Neige : Renbock (Robert Emms)
- 2012 : Elle s'appelle Ruby : Cyrus Modi (Aasif Mandvi)
- 2012 : Resident Evil: Retribution : Sergei (Robin Kasyanov)
- 2012 : Hit and Run de Dax Shepard : Terry Rathbinn (Jess Rowland)
- 2013 : Gambit : Arnaque à l'anglaise : Xander (Julian Rhind-Tutt)
- 2013 : Lone Ranger : Naissance d'un héros : voix additionelle[16]
- 2013 : Parkland : l'agent Roy Kellerman (Tom Welling[17])
- 2013 : Un témoin pour cible : Verteidiger (Trystan Pütter)
- 2013 : Real : Shingo Takagi (Shota Sometani)
- 2013 : Les Voies du destin : Finlay jeune (Sam Reid)
- 2013[n 4] : Banklady (de) : Uwe (Andreas Schmidt[n 1])
- 2013 : La légende de l'épouvantail (en) : Todd (Iain Belcher)
- 2013 : Arnaque à la carte : Darren Vader (Noah Munck)
- 2013 : Dead Drop : Ozzy (David Del Rio)
- 2013 : Philomena : Alex (Elliot Levey)
- 2013 : Quand tombe la nuit : Quincy (Robin Lord Taylor[n 1])
- 2014 : Une virée en enfer 3 : Austin Moore (Gianpaolo Venuta[n 1])
- 2014 : Secret d'État : Rich Kline (Joshua Close)
- 2014 : Mercy : Wendell (Joe Egender[n 1])
- 2014 : Jack : Jonas (Vincent Redetzki)
- 2014 : Entre deux mondes : Petze (Pit Bukowski)
- 2015 : Les Jardins du roi : Monsieur De Barra (Adam James)
- 2015 : Entourage : Lloyd Lee (Rex Lee)
- 2016 : Silence : Kichijiro (Yōsuke Kubozuka)
- 2017 : Braquage à l'ancienne : Kyle Kitson (Richie Moriarty)
- 2017 : Hitman and Bodyguard : Moreno (Barry Atsma)
- 2017 : Permission : Hale (David Joseph Craig)
- 2018 : Benji : Syd (Will Rothhaar)
- 2019 : Dumbo : Puck (Frank Bourke)
- 2019 : Queens : Doug (Steven Boyer)
- 2019 : Black Widow (nl) : ? (?)
- 2020 : The Last Full Measure : William Pitsenbarger (Jeremy Irvine)
- 2020 : Nobody Sleeps in the Woods Tonight: Partie 1 : le prêtre (Piotr Cyrwus (pl))
- 2020 : L'Esprit s'amuse : Mandeep Singh (Adil Ray (en))
- 2021 : Kate : Jojima (Miyavi)
- 2021 : Dune : Piter de Vries (David Dastmalchian)
- 2021 : Dans les yeux de Tammy Faye : Steve Pieters (Randy Havens)
- 2021 : Rhino (en) : ? (?)
- 2022 : Shattered : Chris Decker (Cameron Monaghan[n 5])
- 2022 : Le Couteau par la lame : ? (?)
- 2022 : Lamborghini : L'Homme derrière la légende : Matteo (Matteo Leoni (it))
- 2023 : Luther : Soleil déchu : Derek Standish (Edward Hogg)
- 2023 : Le Remède à l'oubli : ? (?)
- 2023 : Noël comme si de rien n'était (en) : le chauffeur de taxi (Jonas Strand Gravli (no))
- 2023 : Head Count : Sawyer (Ryan Kwanten)
- 2024 : A Journey : Ogie Alcasid (Ogie Alcasid (en))
- 2024 : Hatch : Protection rapprochée : Jayden (Emerson Min)
- 2024 : The Apprentice : Tony Schwartz (en) (Eoin Duffy)

#### Films d'animation
- 1978[n 6] : Gatchaman : La Bataille des planètes, le film : Docteur
- 2000 : Alvin et les Chipmunks contre le loup-garou : Simon
- 2000 : Le Gâteau magique : Barnabé
- 2004 : Les Indestructibles : voix additionnelles
- 2004 : Pororo au royaume des friandises : le duc de la confiserie
- 2006 : Origine : Agito
- 2006 : Bleach: Memories of Nobody : Ichigo Kurosaki[n 7]
- 2007 : Bleach: The Diamond Dust Rebellion : Ichigo Kurosaki[n 7]
- 2007 : Sword of the Stranger : Feng Wu
- 2007 : Les Deux Moustiques : Amstrong
- 2007 : Evangelion: 1.0 You Are (Not) Alone : Shinji Ikari (1er doublage)
- 2008 : Bleach: Fade to Black : Ichigo Kurosaki[n 7]
- 2010 : Bleach: Hell Verse : Ichigo Kurosaki[n 7]
- 2011 : Les Schtroumpfs : le Schtroumpf maladroit[n 8]
- 2013 : Les Schtroumpfs 2 : le Schtroumpf maladroit[n 8]
- 2013 : Le Congrès : Steve
- 2013[n 9] : Dragon Ball Z: Battle of Gods : Kaio Shin de l'Est
- 2015 : Dragon Ball Z : La Résurrection de ‘F’ : Kaio Shin de l'Est
- 2017 : Sword Art Online: Ordinal Scale : Klein
- 2019[n 10] : Code Geass: Lelouch of the Re;surrection : Rivalz Cardemonde
- 2024 : Wallace et Gromit : La Palme de la vengeance : Norbot[n 11] (dialogues)

### Télévision

#### Téléfilms
- Josh Dean (en) dans (5 téléfilms) :
  - Comment trouver l'amour à la Saint-Valentin ? (2018) : George (version M6)
  - À Noël mon prince viendra (2018) : Jeff
  - L'Art de tomber amoureux (2019) : Nate
  - À Noël mon prince viendra 2 (2019) : Jeff
  - À Noël mon prince viendra 3 (2021) : Jeff

- Vik Sahay dans :
  - Roxy Hunter et le Secret du Shaman (2008) : Rama
  - Roxy Hunter and the Myth in the Mermaid (2008) : Rama

- Gianpaolo Venuta (en) dans :
  - Le Serpent de septembre (2010) : Neil Bray / Phil Sterin
  - Le Festival de Noël (2017) : Lonny

- 2004 : Brèves de tournage (en) : Bruno (Ben Whishaw)
- 2004 : Judas (en) : John (Harry Peacock)
- 2006 : Le Frisson du crime : Jimmy Johnson (Robert Crooks)
- 2006 : Trois vœux pour Noël : Sam Bradley (Drew Lunder)
- 2007 : Point de rupture : Vernon (Jason Harper)
- 2008 : Together Again for the First Time : Jason Wolders (Blake Bashoff)
- 2008 : Mon voisin le loup-garou : Kyle Hansett (Spencer Van Wyck)
- 2009 : Mort en beauté : Beau Radford (Christopher Jacot (en))
- 2009 : Tornades de glace : Gary (Ryan Kennedy)
- 2010 : Secrets de famille : Jake (Christopher Wyllie)
- 2010 : Spitfire : Tommy Lund (Alex Robertson)
- 2011 : Le Tueur de l'opéra : Ferency (Stefan Puntigam)
- 2012 : L'Île de l'effroi : Dale (Matthew Alan)
- 2012 : Mon amour de colo : Andy (Chad Krowchuk)
- 2012 : Carta a Eva : Ricardo Guardo (Nicolas Rivero)
- 2013 : Le Mystère d'Edwin Drood : Bazzard (David Dawson)
- 2013 : Nicky Deuce : Nicholas Borelli II (Noah Munck)
- 2013 : L'Ordre des gardiens : Tripp Flynn (Keenan Tracey[n 1])
- 2014 : Un cow-boy pour Noël : Mark (Daniel Karasik)
- 2014 : Client fatal : Dennis Brunner (Erik Knudsen)
- 2015 : Une maison pour deux : Rusty (Vince Tanner)
- 2016 : Le Mariage de la dernière chance : Matt (Andrew Jenkins)
- 2017 : Destin brisé : Michael Jackson, derrière le masque : Michael Jackson (Navi)

#### Séries télévisées
- Joel David Moore dans (8 séries) :
  - Lax (2004-2005) : Eddie Carson (9 épisodes)
  - Bones (2008-2017) : Colin Fisher (16 épisodes)
  - Médium (2010) : Keith Bruning (4 épisodes)
  - Chuck (2010) : Mackintosh (saison 4, épisode 5)
  - Hawaii 5-0 (2011) : Sheldon Tunney (saison 1, épisode 15)
  - Chaos (2011) : Constantine Gallo (épisode 11)
  - C'est moi le chef ! (2011) : Bruce, employé du centre de soin (2 épisodes)
  - Marvel : Les Agents du SHIELD (2018) : Noah (saison 5, épisode 11)

- Matthew Yang King (en) dans (7 séries) :
  - La Vie avant tout (2003-2006) : Dr Matt Lin (27 épisodes)
  - Les Experts : Manhattan (2007) : Kim Wey (saison 4, épisode 11)
  - Esprits criminels (2012) : l'inspecteur Harrison Chen (saison 8, épisode 9)
  - Monday Mornings (2013) : Tsung Mai (épisode 6)
  - Revenge (2015) : l'agent Lin (saison 4, épisode 15)
  - Lucifer (2017) : Adrian Yates (saison 3, épisode 5)
  - The Rookie : Le Flic de Los Angeles (2019) : Trent Silver (saison 2, épisode 5)

- DJ Qualls dans (5 séries) :
  - Scrubs (2002) : Josh (saison 1, épisode 17)
  - Esprits criminels (2005) : Richard Slessman (saison 1, épisode 1)
  - Hawaii 5-0 (2013) : le marshal Demps (saison 4, épisode 6)
  - Le Maître du Haut Château (2015-2018) : Edward « Ed » McCarthy (30 épisodes)
  - Fargo (2017) : Golem (2 épisodes)

- Eric Nenninger dans (4 séries) :
  - Malcolm (2000-2002) : Eric Hansen (27 épisodes)
  - Castle (2013) : John Dessens (saison 5, épisode 19)
  - Raising Hope (2013) : Aaron (saison 4, épisode 6)
  - Very Bad Nanny (2018) : Wes (saison 2, épisode 12)

- Rex Lee dans (4 séries) :
  - Entourage (2005-2011) : Lloyd Lee (79 épisodes)
  - Suburgatory (2011-2013) : M. Wolfe (44 épisodes)
  - Castle (2014) : Yumi (saison 6, épisode 14)
  - Bienvenue chez les Huang (2015) : Oscar Chow (2 épisodes)

- Joe Egender (en) dans (4 séries) :
  - Alcatraz (2012) : Ernest Cobb (5 épisodes)
  - Vegas (2013) : Otis Beacon (épisode 18)
  - NCIS : Nouvelle-Orléans (2015) : Luke Elliott (saison 2, épisode 5)
  - Hawaii 5-0 (2016) : Neil Palea (saison 6, épisode 15)

- Julian Ovenden dans :
  - Hercule Poirot (2006) : Michael Shane (saison 10, épisode 3)
  - Inspecteur Barnaby (2011) : Ben Viviani (saison 14, épisode 2)
  - Meurtres au paradis (2016) : Dan Hagen (saison 5, épisode 1)

- Blake Bashoff dans :
  - Lost : Les Disparus (2006-2008) : Karl Martin (11 épisodes)
  - Grey's Anatomy (2010) : Elliott Meyer (saison 6, épisode 16)
  - Mad Men (2010) : Mark Kerney (3 épisodes)

- Jonathan Slavin (en) dans :
  - Earl (2006-2007) : Doug (5 épisodes)
  - Raising Hope (2010) : Authur (saison 1, épisode 11)
  - Santa Clarita Diet (2018-2019) : Ron (8 épisodes)

- Ryan Kennedy dans :
  - Whistler (2007) : Travis Hollier (10 épisodes)
  - Flashpoint (2009) : Justin Fraser (saison 2, épisode 10)
  - Smallville (2009) : Rokk Krinn / Cosmic Boy (2 épisodes)

- Tom Lipinski dans :
  - New York, police judiciaire (2010) : Derek Fanning (saison 20, épisode 12)
  - Double Jeu (2013) : Ben Preswick (8 épisodes)
  - Divorce (2018) : Ted (3 épisodes)

- Christopher Denham dans :
  - Person of Interest (2012) : Kyle Morrison (saison 1, épisode 18)
  - Following (2013) : Vince McKinley (3 épisodes)
  - Billions (2017-2018) : Oliver Dake (8 épisodes)

- Douglas Nyback dans :
  - Defiance (2013-2015) : Ben (15 épisodes)
  - Reign : Le Destin d'une reine (2014) : le ministre (2 épisodes)
  - Les Enquêtes de Murdoch (2015) : Frank Gowdy (saison 8, épisode 11)

- Chad Krowchuk dans :
  - Mentors (1998-2002) : Oliver Cates (7 épisodes)
  - Wayward Pines (2015) : Tim Bell (6 épisodes)

- Jonathan McDaniel dans :
  - Phénomène Raven (2003-2006) : Devon Carter (10 épisodes)
  - Raven (2017-2021) : Devon Carter (11 épisodes)

- Keir O'Donnell dans :
  - Lost : Les Disparus (2004) : Thomas (saison 1, épisode 10)
  - Flashforward (2010) : Edouard « Ned Ned » Ned (saison 1, épisode 4)

- Christopher Jacot (en) dans :
  - Degrassi : La Nouvelle Génération (2004-2005) : Matt Oleander (6 épisodes)
  - Supernatural (2006) : Neil (saison 2, épisode 4)

- Josh Peck dans :
  - Drake et Josh (2004-2007) : Josh Nichols (2e voix, saisons 2 à 4)
  - The Mindy Project (2013-2014) : Ray Ron (3 épisodes)

- Owen Beckman dans :
  - Les Experts : Manhattan (2005) : Luke Fisher (saison 2, épisode 9)
  - Shark (2007) : Frank Cooley (saison 1, épisode 21)

- Noah Munck dans :
  - iCarly (2007-2012) : Orenthal Cornelius « Gibby » Gibson (57 épisodes)
  - Sam et Cat (2014) : Orenthal Cornelius « Gibby » Gibson (épisode 30)

- Will Rothhaar (en) dans :
  - Mentalist (2008) : Win (saison 1, épisode 3)
  - Grimm (2014-2015) : l'officier Jesse Acker (3 épisodes)

- Sam Stockman (en) dans :
  - Whitechapel (2009-2013) : l'inspecteur Emerson Kent (18 épisodes)
  - Undercover (2016) : Aiden Rose (mini-série)

- Mike Foy dans :
  - Detroit 1-8-7 (2010) : Speedy (saison 1, épisode 2)
  - Backstrom (2015) : Albert Reid (épisode 6)

- Wesley MacInnes (en) dans :
  - Heartland (2011-2012) : Austin Mars (5 épisodes)
  - Motive (2015) : Theo (saison 3, épisode 3)

- Dashiell Eaves (en) dans :
  - The Good Wife (2012) : Tom Zabbo (saison 4, épisode 10)
  - Limitless (2015) : Darren Cullen (épisode 2)

- Mo Rocca (en) dans :
  - The Good Wife (2015-2016) : Ted Willoughby (3 épisodes)
  - The Good Fight (2018-2022) : Ted Willoughby (4 épisodes)

- Alec Mapa dans :
  - Mom (2016) : Milo (saison 3, épisode 10)
  - Scream Queens (2016) : Lynn Johnstone (saison 2, épisode 3)

- Tommy Dorfman dans :
  - 13 Reasons Why (2017-2020) : Ryan Shaver (18 épisodes)
  - Love, Victor (2020) : Justin (saison 1, épisode 8)

- 1996 : Troisième planète après le Soleil : Bug Pollone (David DeLuise)
- 1999-2006 : Commissaire Montalbano : Giuseppe Fazio (Peppino Mazzotta) (1re voix, saisons 1 à 6)
- 2001 : Amy : Rob Meltzer (Tom Welling)
- 2002 : Frères d'armes : le sergent Floyd « Tab » Talbert (Matthew Leitch) (mini-série)
- 2002 : Boomtown : Zach Berman (Nathan West)
- 2002 : Mysterious Ways : Les Chemins de l'étrange : Kenny (Brahm Taylor)
- 2003 : Gilmore Girls : Jamie (Brandon Barash)
- 2003 : Scotland Yard, crimes sur la Tamise : Jimmy Garrett (Andrew Buckley) (1 épisode)
- 2003 : NCIS : Enquêtes spéciales : Kyle (Michael McLafferty) et Russell McDonald (Chad W. Murray) (saison 1, épisode 4) ; le caporal James Travis (Michael Sarysz) (saison 1, épisode 9)
- 2004 : The Shield : Juan Lozano (Kurt Caceres)
- 2004 : État d'alerte : Kahil (Imram Ali)
- 2004 : Le Monde de Joan : Andy Rees (Andrew Ableson)
- 2004-2006 : Scrubs : Sam Thompson (Alexander Chaplin)
- 2005 : Stargate Atlantis : Holden (Barry Greene)
- 2005 : Dawson : Tad (Jonah Blechman)
- 2005 : Everwood : Topher Cole (Lukas Behnken (en))
- 2006 : Sur écoute : Duquan « Dukie » Weems (Jermaine Crawford)
- 2006 : Supernatural : Kevin Parks (Jason Bryden) (1 épisode)
- 2006-2009 : Les Feux de l'amour : Thomas H. Forrester (Drew Tyler Bell)
- 2007 : Pepper Dennis : Chick Dirka (Rider Strong)
- 2007 : Ancient Rome: The Rise and Fall of an Empire : Honorius (Sebastian Armesto)
- 2007 : Cold Case : Affaires classées : le garçon (Joey Pollari) (saison 3, épisode 21)
- 2007 : Whistler : Eric (Parker Jay) (10 épisodes)
- 2007 : Psych : Enquêteur malgré lui : le maître d'hôtel (Camyar Chai) (saison 1, épisode 3)
- 2008-2015 : Degrassi : La Nouvelle Génération : Danny Van Zandt (Dalmar Abuzeid)
- 2008 : Pushing Daisies : Billy Balsam (Mike White) (saison 1, épisode 8)
- 2008 : Samantha qui ? : Jason (Ryan Carlberg) (saison 1, épisode 4)
- 2008 : Raison et Sentiments : Robert Ferrars (Leo Bill) (mini-série)
- 2008 : Grey's Anatomy : M. Nyles (Chris Conner) (saison 3, épisode 5)
- 2009 : Crash : Niles (David Alpay) (saison 2, épisode 10)
- 2009 : Les Enquêtes de l'inspecteur Wallander : Albinsson (Jonathan Aris) (saison 1, épisode 3)
- 2010 : Dexter : un des vrais Kyle Butler no 1 (Chad Todhunter) (saison 4, épisode 11)
- 2010 : Parents par accident : Jerome (B.J. Bales) (saison 1, épisode 14)
- 2010 : Kings : Andrew Cross (Macaulay Culkin) (13 épisodes)
- 2010 : La famille s'agrandit : Patrick Sinclair (Matthias Bundschuh) (6 épisodes)
- 2010 : Dr House : Hal Connor (Jack Plotnick) (saison 6, épisode 1)
- 2010 : Three Rivers : Sam Crockett (Marco James) (saison 1)
- 2010 : Big Love : Austin Buttercup (Hank Cheyne) (4 épisodes)
- 2010 : Chuck : Stanley Fistroy (Greg Roman) (saison 3, épisode 10)
- 2011 : Lie to Me : Charles (Fahim Anwar) (saison 3)
- 2011 : The Defenders : Matt Greene (Callard Harris) (saison 1)
- 2011 : The Glades : Terry Evans (Joshua Close) (saison 1, épisode 13)
- 2011 : Sherlock : Bezza (Matthew Needham) (saison 1, épisode 3)
- 2011-2017 : 2 Broke Girls : Han Lee (Matthew Moy)
- 2012 : Warehouse 13 : Jeff McMasters (Ashton Doudelet) (saison 3, épisode 9)
- 2012 : Revenge : Doug Reid (R. Keith Harris) (saison 1, épisode 1)
- 2012 : Luck : Leon Micheaux (Tom Payne) (9 épisodes)
- 2012 : Smash : Randall Jones (Sean Dugan) (6 épisodes)
- 2012 : US Marshals : Protection de témoins : George Stone (David Noroña (en)) (saison 4, épisode 9)
- 2012 : Mentalist : Evan Kress (Michael Arden) (saison 4, épisode 15)
- 2012-2015 : Continuum : Alec Sadler (2012) (Erik Knudsen) (41 épisodes)
- 2012 : Chuck : l'homme torturant Chuck (Jim Tavaré) (saison 5, épisode 9)
- 2012 : Psych : Enquêteur malgré lui : le valet (Adam Beauchesne) (saison 6, épisode 1)
- 2013 : Private Practice : Ryan Kerrigan (Wes Brown) (saison 5)
- 2013 : The Good Wife : Dedrick Klein (Dominik Tiefenthaler) (saison 4, épisode 12)
- 2013 : Bunheads : Jason (Feodor Chin) (saison 1, épisode 11) et Candle Guy (Matt Shea) (saison 1, épisode 13)
- 2013-2015 : Game of Thrones : Olyvar (Will Tudor) (7 épisodes)
- 2014 : The White Queen : Edward, Prince de Galles (Nicholas Croucher) (mini-série)
- 2014 : Da Vinci's Demons : Francesco Pazzi (Elliot Levey) (6 épisodes)
- 2014 : Reign : Le Destin d'une reine : le comte Philipe Nardin (Thor Knai) (saison 1, épisode 15)
- 2015 : Gracepoint : le révérend Paul Coates (Kevin Rankin) (10 épisodes)
- 2015 : A.D. The Bible Continues (en) : Caligula (Andrew Gower) (5 épisodes)
- 2015 : Humans : Howard (Matthew Tennyson) (saison 4, épisode 1)
- 2015-2016 : Vampire Diaries : Julian (Todd Lasance) (10 épisodes)
- 2016 : New Girl : Carl (Matty Cardarople) (saison 5, épisode 9) / Gary, le juré 237B (Demetri Martin) et le coroner Thricegood (John Vance) (saison 5, épisode 10)
- 2016-2019 : Les Initiés : Alf Rybjerg (Thomas Hwan) (30 épisodes)
- 2016 : Lucifer : Ray Codfree (Vik Sahay) (saison 2, épisode 3)
- 2017 : Beowulf : Retour dans les Shieldlands : Varr (Edward Hogg) (mini-série)
- 2017 : Twin Peaks : Phil Bisby (Josh Fadem)
- 2019 : The Politician : James Sullivan (Theo Germaine)
- 2019 : Umbrella Academy : Leonard Peabody / Harold Jenkins (John Magaro) (saison 1)
- 2020-2022 : Snowpiercer : Tristan (Ian Collins) (14 épisodes), York (Yee Jee Tso) (6 épisodes), Erik (Matt Murray) (4 épisodes) et Santiago (Michel Issa Rubio) (5 épisodes, 2e voix)
- 2021 : La Templanza : ? ( ? )
- 2021 : Crime (en) : ? ( ? )
- 2021 : The Beast Must Die (en) : Nicky Toland (Nico Mirallegro)
- 2022 : Yakamoz S-245 : Barış (Güven Murat Akpınar)
- 2022 : Bosch: Legacy : Alex Kennedy (Mark Adair-Rios) (saison 1, épisode 1) et Robert Rendon (Jeremy Shouldis) (saison 1, épisode 8)
- 2022 : God's Favorite Idiot : le révérend Milton Throp (Leon Ford (en))
- 2022 : Plan de carrière : ? ( ? )
- 2023 : Funny Woman (en) : Aiden Leigh (Kyle Pryor (en))

#### Séries d'animation
- 1977[n 12] : Bouba : Bonami le chasseur
- 1984-1985[n 13] : Vanessa ou la magie des rêves : Jacquot et Ding
- 1999-2001 : Hunter × Hunter : Illumi Zoldyck et le présentateur
- 2001 : X : Nataku et Kazuki
- 2002 : Cosmowarrior Zero : La Jeunesse d'Albator : Batlyser
- 2002 : Fruits Basket : Hatsuharu Sôma
- 2002 : Gundam SEED et Gundam Seed Destiny : Dearka Elsman, Romero Pal et Vino Dupre
- 2002 : Ailes Grises : voix additionnelles
- 2002-2007 : Kim Possible : Felix Renton, le prince Wallou, Wego (1re voix), Larry (1re voix) et Ned
- 2002-2012 : Arthur : Arthur Read (2e voix, saisons 7 à 15)
- 2003 : Jackie Chan : Super Élan (épisode 56)
- 2003 : Gun Frontier (OAV) : voix additionnelles
- 2003-2006 : Kid Paddle : Big Bang
- 2004 : GetBackers : Kazuki Fucho-in
- 2004 : Hikaru no go : Akamura
- 2004 : Last Exile : Lucciola
- 2004 : Final Fantasy: Unlimited : Makenshi (dit le Nuage Blanc)
- 2004 : Great Teacher Onizuka : le frère de Nao Kadena
- 2004 : Excel Saga : Oleur (épisode 12)
- 2004 : Maya et Miguel : Miguel
- 2004-2012 : Bleach : Ichigo Kurosaki[n 7] et Ogihci Ikasoruk
- 2005 : Le Royaume des couleurs : le roi Lumière
- 2005 : Chocola et Vanilla : Pierre
- 2005 : Haré + Guu : Wadi
- 2005 : School Rumble : Ôji Karasuma
- 2005 : Captain Herlock: The Endless Odyssey : ?
- 2006 : Gungrave : Bob Poundmax
- 2006 : Gilgamesh : Tooru Tsukioka
- 2006 : Monster : voix additionnelles (épisode 62)
- 2006 : Pucca : Abyo, voix additionnelles
- 2006 : Gate Keepers 21 : un policier
- 2006-2007 : Death Note : Nate River alias Near
- 2006-2008 : Code Geass : Rivalz Cardemonde
- 2007 : Bobobo-bo Bo-bobo : Gazeur
- 2007 : Princess Princess : Mikoto Yutaka
- 2007-2008 : Atout 5 : Pol, Gary Wallace et Nikolaï (2e voix)
- 2008 : Freedom Project : Takeru (6 OAV)
- 2008 : Himawari à l'école des ninjas : Hayato Marikôji
- 2008 : Blaise le blasé : Panouk Titouk
- 2008 : Les Minijusticiers : Dino, les pompiers, voix additionnelles (saison 1)
- 2008 : Nana : Naoki Fujieda
- 2009 : Nabari : Yoite
- 2009 : Zombie-Loan : Chika Akatsuki
- 2009 : Star Wars: The Clone Wars : Dilanni (épisode 39)
- 2009-2012 : Casper, l'école de la peur : Scratch
- 2010 : Kurenai : Shinkurô Kurenai
- 2010 : Samurai Girls : Akira Mune
- 2010 : Zombie-Loan : Chika Akatsuki
- 2010 : One Piece : Hotori et Kotori
- 2010-2011 : Simsala Grimm : Pinocchio, Aladdin et Jack (saison 2)
- 2010-2012 : Les Blagues de Toto : Igor, Arnold
- 2010-2015 : Babar : Les Aventures de Badou : Dilash, Pom et Andy
- 2010-2015 : Umizoomi : Bot
- 2010-2024 : Black Butler : Soma Asman Kadar
- 2011 : Le Petit Prince : Demi-Ton (épisode : La Planète de la Musique)
- 2011 : Redakai: Les conquérants du Kairu : Kieran McCann (saison 1)
- 2011-2014 : Hunter × Hunter[18] : Meleolon
- 2011-2015 : Dragon Ball Z Kai : Upa, Kaio Shin puis Kibitoshin, Sharpner et voix additionnelles dont C-17 (épisode 163 uniquement)
- 2012 : Les Nouvelles Aventures de Peter Pan : Armus (épisode 16)
- 2012 : Tony et Alberto : Robert
- 2012-2014 : Saint Seiya Omega : Ordykia, Hooke et Gray
- 2012-2014 : La Légende de Korra : Aang et Ryu (1re voix)
- 2012-2015 : Kuroko's Basket : Ryō Sakurai, Hiroshi Fukuda, Ryūhei Kasuga, Kensuke Fukui et Kotarō Hayama
- 2013 : Victory Kickoff!! : Suguro
- 2013 : Bakuman. : Ichiriki Orihara
- 2013 : Toriko : Smile et Tommyrod
- 2013-2014 : Dofus : Aux trésors de Kerubim : voix additionnelles
- 2014-2015 : Psycho-Pass : Yuji Kanehara, Sasayama, Sho Hinakawa, Akira Kitazawa et voix additionnelles
- 2015 : Tokyo Ghoul : Uta et voix additionnelles
- 2015 : Sailor Moon Crystal : Jadeitte, Kunzite, le prince Diamond et voix additionnelles
- 2015 : Assassination Classroom : Taiga Okajima et Sōsuke Sugaya
- 2015 : Seraph of the End : Yuichiro Hyakuya
- 2015-2018 : Dragon Ball Super : Kibitoshin puis Kaio Shin[19], le seigneur Zuno et Monaka
- 2016 : All Out!! : Raita Kamo
- 2016-2018 : Bunnicula : Bunnicula
- 2016-2022 : Mob Psycho 100 : Ritsu Kageyama, Suzuo Fukuda et Ishihara
- 2019 : Bestioles Motel : Marcelin et Pit le sournois
- 2019-2022 : Bienvenue chez les Casagrandes : Carlos Casagrande et C. J. Casagrande
- 2019-2025 : Fire Force : Victor Licht et Takeru Noto
- 2022 : Kung Fu Panda : Le Chevalier Dragon : Weimin
- depuis 2022 : Bleach: Thousand-Year Blood War : Ichigo Kurosaki
- 2023-2025 : My Happy Marriage : Kazushi Tatsuishi

### Jeux vidéo
- 2001 : Star Wars: Galactic Battlegrounds : le capitaine du chalutier (de l'Empire) et le pilote de TB-TT
- 2001 : Harry Potter à l'école des sorciers : des élèves
- 2013 : The Last of Us : le chirurgien des Lucioles
- 2014 : The Evil Within : Leslie Withers
- 2016 : The Witcher 3 : Wild Hunt (DLC Blood And Wine) : voix additionnelles
- 2017 : Prey : Kaspar
- 2017 : Guild Wars 2: Path of Fire : voix additionnelles
- 2017 : Star Wars Battlefront II : voix additionnelles
- 2018 : Lego DC Super-Villains : Beast Boy
- 2018 : Kingdom Come: Deliverance : voix additionnelles
- 2019 : The Sinking City : Sidney Stokes
- 2021 : Far Cry 6 : Alejandro Montero
- 2022 : Horizon Forbidden West : Abadund
- 2023 : Final Fantasy XVI : voix additionnelles
- 2024 : Final Fantasy VII Rebirth : voix additionnelles

## Voix off

### Documentaires
- 1999 : Jacques Henri Lartigue de Philippe Kohly[20]
- 2000 : Sauve-toi, sauve-nous ! de Annie Breit[21]
- 2009 : Boris Vian, la vie jazz de Philippe Kohly[22],[23]

### Livres audio
- 2009 : D'autres vies que la mienne[24] d'Emmanuel Carrère
- 2010-2011 : Le Diptyque du temps[25],[26],[27] (en 2 volumes : Léviatemps et Le Requiem des abysses) de Maxime Chattam
- 2015 : Les Lettres de mon petit frère[28] de Chris Donner (sélectionné au Prix du livre audio France Culture - Lire dans le noir[29])
- 2015 : Le Club de la Pluie au pensionnat des mystères[30] de Malika Ferdjoukh
- 2016 : Le Club de la pluie brave les tempêtes[31] de Malika Ferdjoukh
- 2016 : L'Énigme de la Diane[32] (en 2 volumes) de Nicolas Grondin
- 2017-2018 : Les Aventuriers de la mer[33] (séries en 9 volumes) de Robin Hobb
- 2017 : Le Secret[34] de Frédéric Lenoir
- depuis 2018 : L'Épée de vérité[35] (séries en 15 volumes - en cours) de Terry Goodkind
- 2018 : Le Suspendu de Conakry[36] de Jean-Christophe Rufin
- 2019 : Le Porteur de Mort (en 6 volumes) d'Angel Arekin
- 2019 : Les trois Femmes du Consul de Jean-Christophe Rufin
- 2019 : La Servante écarlate de Margaret Atwood
- 2019 : Les Testaments de Margaret Atwood
- 2021 : 24 heures dans l'ancienne Athènes de Philip Matyszak
- 2022 : Les Royaumes de feu (5 premiers volumes) de Tui T. Sutherland

### Radio
- 2011 : Sonate de l'assassin de Jean-Baptiste Destremau pour Radio France[37]
- 2012 : Viktor Lustig, l'homme qui vendit la tour Eiffel de Charles Haquet et Bernard Lalanne pour France Inter[38]
- 2013 : Du côté de chez Reynaldo Hahn d'Anne Torregrossa pour France Inter[9]